# Будинок, де працював М. П. Галицький
Будинок, де працював М. П. Галицький чи Ніжинська земська лікарня — пам'ятка історії знову виявлена у Ніжині. Наразі тут розміщується Ніжинська центральна міська лікарня імені М. Галицького.

## Історія
Об'єкт було внесено до «списку нововиявлених пам'яток історії» під назвою «Будинок, де працював медик, земський діяч, філантроп, організатор мережі земської медицини на Ніжинщині, засновник Ніжинської земської лікарні М. П. Галицький».

## Опис
На місці садиби підприємця Рогівського, купленої в 1894 році Ніжинським земством, була побудована земська лікарня. Лікарня Комітету суспільної опіки 1 травня 1885 року була передана Ніжинському земству. Мала 25 ліжок та амбулаторію, де працювали 3 лікарі та 7 фельдшерів. Для розвитку лікарні багато зробив лікар М. П. Галицький, який працював тут 42 роки (1887—1925 роки). Саме тому лікарню в народі називали Галицькою. Через популярність Галицького тут лікувалися не лише мешканці Ніжина, а й мешканці Чернігівського та інших повітів. У 1920 році земську лікарню перетворено на державну лікарню.